# Carl von Linné

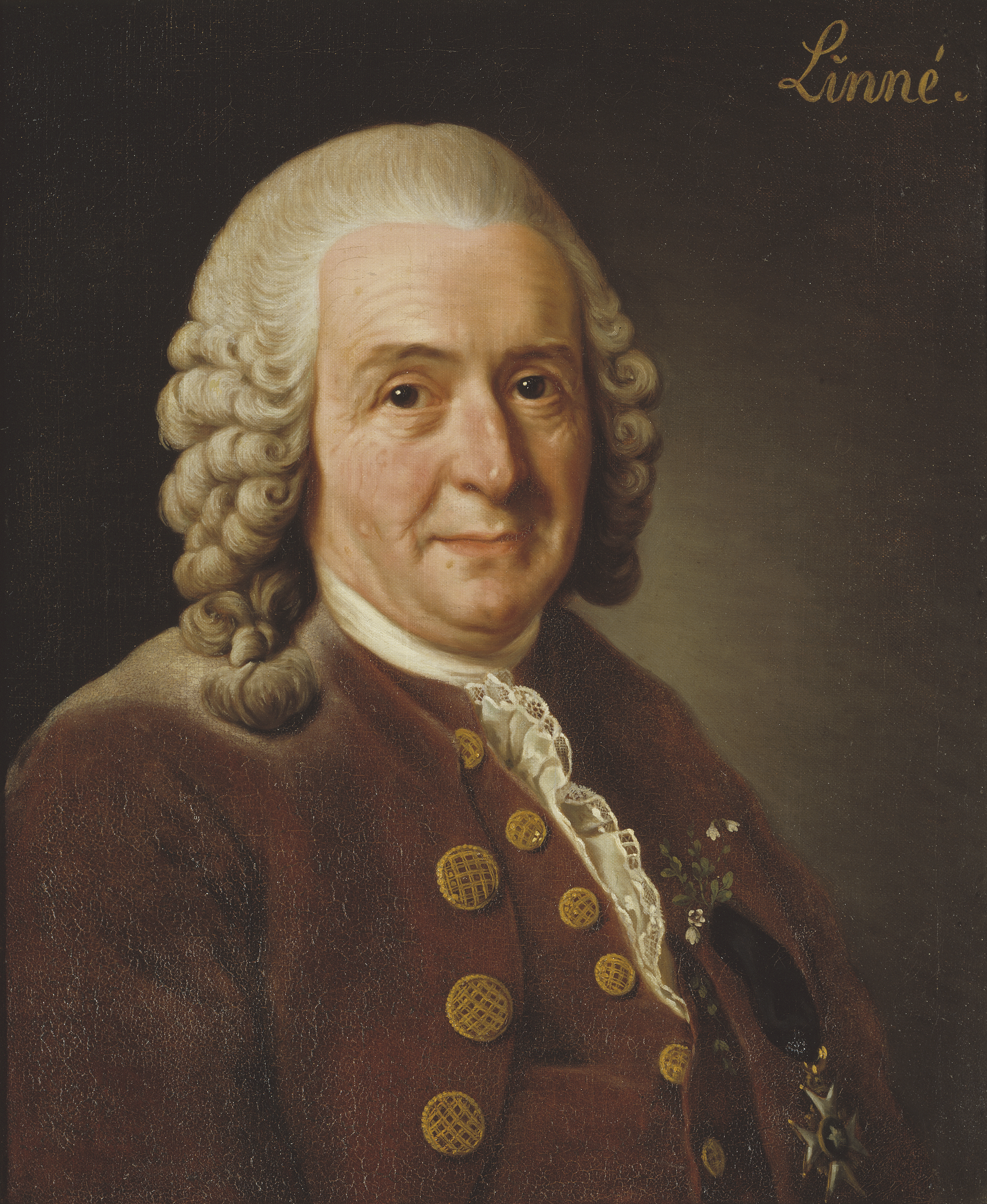
Linnés Bildnis wenige Jahre vor seinem Tod wurde von Alexander Roslin 1775 gemalt.

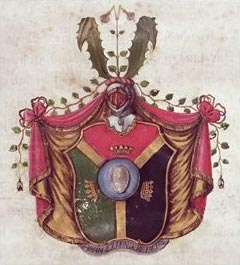
Linnés Wappen symbolisiert die drei Naturreiche Mineralien, Pflanzen und Tiere und wurde von ihm selbst entworfen. Im blauen Oval in der Mitte ist ein Ei dargestellt. Der Helm darüber ist mit der nach ihm benannten Pflanze Linnaea borealis (Moosglöckchen) geschmückt.

Carl von Linné anhörenⓘ (latinisiert Carolus Linnaeus; vor der Erhebung in den Adelsstand 1756 Carl Nilsson Linnæus; * 23. Mai 1707 in Råshult bei Älmhult; † 10. Januar 1778 in Uppsala) war ein schwedischer Naturforscher, der mit der binären Nomenklatur die Grundlagen der modernen botanischen und zoologischen Taxonomie schuf. Sein offizielles botanisches Autorenkürzel lautet „L.“. In der Zoologie werden „Linnaeus“, „Linné“ und „Linnæus“ als Autorennamen verwendet.
Linné setzte sich als Student in seinem Manuskript Praeludia Sponsaliorum Plantarum mit der noch neuen Idee von der Sexualität der Pflanzen auseinander und legte mit diesen Überlegungen den Grundstein für sein späteres Wirken. Während seines Aufenthaltes in Holland entwickelte er in Schriften wie Systema Naturae, Fundamenta Botanica, Critica Botanica und Genera Plantarum die theoretischen Grundlagen seines Schaffens. Während seiner Tätigkeit für George Clifford in Hartekamp konnte Linné zum ersten Mal viele seltene Pflanzen direkt studieren und schuf mit Hortus Cliffortianus das erste nach seinen Prinzipien geordnete Pflanzenverzeichnis. Nach der Rückkehr aus dem Ausland arbeitete Linné für kurze Zeit als Arzt in Stockholm. Er gehörte hier zu den Gründern der Schwedischen Akademie der Wissenschaften und war deren erster Präsident. Mehrere Expeditionen führten ihn durch die Provinzen seiner schwedischen Heimat und trugen zu seiner Anerkennung bei.
Ende 1741 wurde Linné Professor an der Universität Uppsala und neun Jahre später deren Rektor. In Uppsala führte er seine enzyklopädischen Anstrengungen weiter, alle bekannten Mineralien, Pflanzen und Tiere zu beschreiben und zu ordnen. Seine beiden Werke Species Plantarum (1753) und Systema Naturæ (in der zehnten Auflage von 1758) begründeten die bis heute verwendete wissenschaftliche Nomenklatur in der Botanik und der Zoologie.

## Leben

### Kindheit und Schule

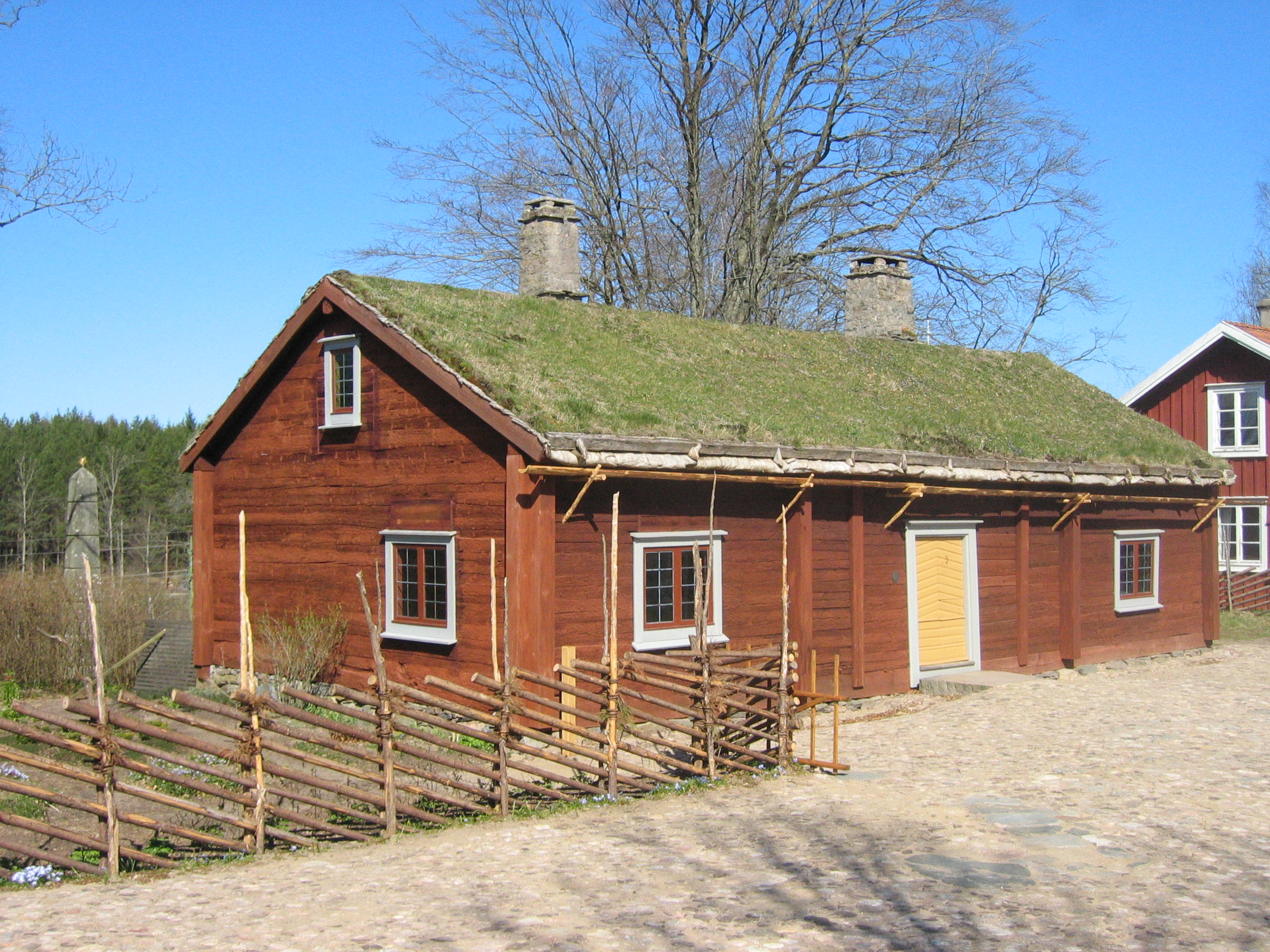
Die Umgebung von Linnés Geburtshaus in Råshult wurde wieder so hergestellt, wie er sie in seiner Kindheit erlebte.

Carl Linnæus wurde am 23. Mai 1707 in der ersten Stunde nach Mitternacht im kleinen Ort Råshult im Kirchspiel Stenbrohult in der südschwedischen Provinz Småland geboren. Er war das älteste von fünf Kindern des Geistlichen Nils Ingemarsson Linnæus und dessen Frau Christina Brodersonia.
Sein Vater interessierte sich sehr für Pflanzen und kultivierte in seinem Garten einige ungewöhnliche Pflanzen aus Deutschland. Diese Faszination übertrug sich auf seinen Sohn, der jede Gelegenheit nutzte, um Streifzüge in die Umgebung zu unternehmen und sich die Namen der Pflanzen von seinem Vater nennen zu lassen. Seine schulische Ausbildung begann im Alter von sieben Jahren durch einen Privatlehrer, der ihn zwei Jahre lang unterrichtete. 1716 schickten ihn seine Eltern auf die neu errichtete Domschule in Växjö mit dem Ziel, dass er später wie sein Vater und Großvater Pfarrer werden sollte. Der junge Linné litt unter den strengen Erziehungsmethoden der Schule. Das änderte sich erst, als er 1719 die Bekanntschaft des Studenten Gabriel Höök machte, der ihn privat unterrichtete. 1724 wechselte er an das Gymnasium.
1726 reiste sein Vater nach Växjö, um den Arzt Johan Stensson Rothman in einer medizinischen Angelegenheit zu konsultieren und sich über die Leistungen seines Sohnes zu informieren. Er musste erfahren, dass sein Sohn in den für das Pfarramt notwendigen Fächern Griechisch, Hebräisch, Theologie, Metaphysik und Rhetorik nur mäßige Leistungen erbrachte und ihnen wenig Interesse entgegenbrachte. Hingegen glänzte sein Sohn in Mathematik und den Naturwissenschaften, aber auch in Latein. Rothman, der das Talent Linnés für eine medizinische Laufbahn erkannte, bot dem schockierten Vater an, seinen Sohn unentgeltlich in sein Haus aufzunehmen und ihn in Botanik und Physiologie zu unterrichten. Rothman machte Linné mit dem Klassifizierungssystem der Pflanzen von Joseph Pitton de Tournefort bekannt und wies ihn auf Sébastien Vaillants Schrift zur Sexualität der Pflanzen hin.

### Studium
Im August 1727 ging Linné nach Lund, um an der dortigen Universität zu studieren. Am Ende seiner Schulzeit hatte er vom Rektor des Gymnasiums Nils Krok ein nicht sehr schmeichelhaftes Schreiben für seine Bewerbung in Lund erhalten. Sein alter Freund Gabriel Höök, mittlerweile Magister der Philosophie in Lund, riet ihm, das Schreiben nicht zu verwenden. Er stellte dem Rektor der Universität Lund Linné stattdessen als seinen Privatschüler vor und erreichte so die Immatrikulation an der Universität Lund. Höök überzeugte Professor Kilian Stobæus, Linné in sein Haus aufzunehmen. Stobæus besaß neben einer reichhaltigen Naturaliensammlung eine sehr umfangreiche Bibliothek, die Linné jedoch nicht benutzen durfte. Durch den deutschen Studenten David Samuel Koulas, der zeitweise als Sekretär von Stobæus beschäftigt war, erhielt er dennoch Zugriff auf die Bücher, die er bis spät in die Nacht studierte. Im Gegenzug vermittelte er Koulas seine bei Rothman erlernten Kenntnisse in Physiologie. Verwundert über die nächtlichen Aktivitäten seines Zöglings trat Stobæus eines Nachts unvermittelt in das Zimmer Linnés und fand ihn zu seiner Überraschung in das Studium der Werke von Andrea Cesalpino, Caspar Bauhin und Joseph Pitton de Tournefort vertieft. Fortan hatte Linné freien Zugriff auf die Bibliothek.
Während seines Aufenthaltes in Lund unternahm Linné regelmäßig Exkursionen in die Umgebung. So auch an einem warmen Tag Ende Mai 1728, als er mit seinem Kommilitonen Mattias Benzelstierna die Natur in Fågelsång erkundete und von einem kleinen, unscheinbaren Tier, der „Höllenfurie“, gebissen wurde. Die Wunde entzündete sich und konnte nur mit Mühe behandelt werden. Linné entging nur knapp dem Tod. Zur Erholung fuhr Linné im Sommer in seine Heimat. Hier traf er seinen Lehrer Rothman wieder, dem er von seinen Erfahrungen an der Universität Lund berichtete. Durch diesen Bericht gelangte Rothman, der an der Universität Uppsala studiert hatte, zu der Überzeugung, dass Linné sein Medizinstudium besser in Uppsala fortsetzen sollte. Linné folgte diesem Rat und brach am 3. September 1728 nach Uppsala auf.
Die Zustände, die Linné an der dortigen Universität vorfand, waren desolat. Olof Rudbeck der Jüngere hielt einige wenige Vorlesungen über Vögel und Lars Roberg philosophierte über Aristoteles. Es gab keine Vorlesungen über Medizin und Chemie, es wurden keine Obduktionen durchgeführt und im alten Botanischen Garten wuchsen kaum zweihundert Arten. Im März 1729 machte Linné die Bekanntschaft von Peter Artedi, mit dem ihn bis zu dessen frühem Tod eine feste Freundschaft verband. Artedis Hauptinteresse galt der Chemie, aber er war auch Botaniker und Zoologe. Die beiden Freunde versuchten sich gegenseitig mit ihren Forschungen zu übertrumpfen. Sie merkten bald, dass es besser wäre, wenn sie die verschiedenen Gebiete der drei Naturreiche entsprechend ihren Interessen unter sich aufteilen würden. Artedi übernahm die Amphibien, Reptilien und Fische, Linné die Vögel und Insekten sowie, mit Ausnahme der Doldenblütler, die gesamte Botanik. Gemeinsam bearbeiteten sie die Säugetiere und die Mineralien.
Etwa zu dieser Zeit nahm ihn Olof Celsius der Ältere in sein Haus auf. Linné half Celsius bei der Fertigstellung von dessen Werk Hierobotanicon. Die finanzielle Situation Linnés besserte sich. Im Juni 1729 erhielt er ein Königliches Stipendium (II. Klasse), das im Dezember 1729 (I. Klasse) noch einmal erhöht wurde. Zum Ende des Jahres 1729 entstand seine erste bedeutende Schrift Praeludia Sponsaliorum Plantarum, in der er sich zum ersten Mal mit der Sexualität der Pflanzen auseinandersetzte und die Wegbereiter für sein weiteres Lebenswerk war. Die Schrift wurde schnell bekannt und Olof Rudbeck suchte die persönliche Bekanntschaft Linnés. Zunächst verschaffte er Linné, gegen den Widerstand Robergs, die Stelle des Demonstrators des Botanischen Gartens und stellte ihn als Lehrer seiner drei jüngsten Söhne ein. Mitte Juni zog Linné in Rudbecks Haus.
1730/31 arbeitete Linné an einem Katalog der Pflanzen des Botanischen Gartens von Uppsala (Hortus Uplandicus, späterer Titel Adonis Uplandicus), von dem mehrere Fassungen entstanden. Die Pflanzen waren anfangs noch nach dem Tournefortschen System für die Klassifizierung der Pflanzen angeordnet, an dessen Gültigkeit Linné jedoch immer mehr Zweifel kamen. In der endgültigen Fassung vom Juli 1731, die er in Stockholm beendete, ordnete er die Pflanzen nach seinem eigenen aus 24 Klassen bestehenden System. Während dieser Zeit entstanden die ersten Entwürfe zu seinen frühen Werken, die in Amsterdam veröffentlicht wurden. Ende 1731 sah sich Linné veranlasst, Rudbecks Haus zu verlassen, da die Frau des Universitätsbibliothekars Andreas Norrelius (1679–1750), die in dieser Zeit ebenfalls dort wohnte, Gerüchte über ihn verbreitete, die das gute Verhältnis zu Rudbecks Familie untergruben. Er verbrachte den Jahreswechsel bei seinen Eltern.

### Reise durch Lappland

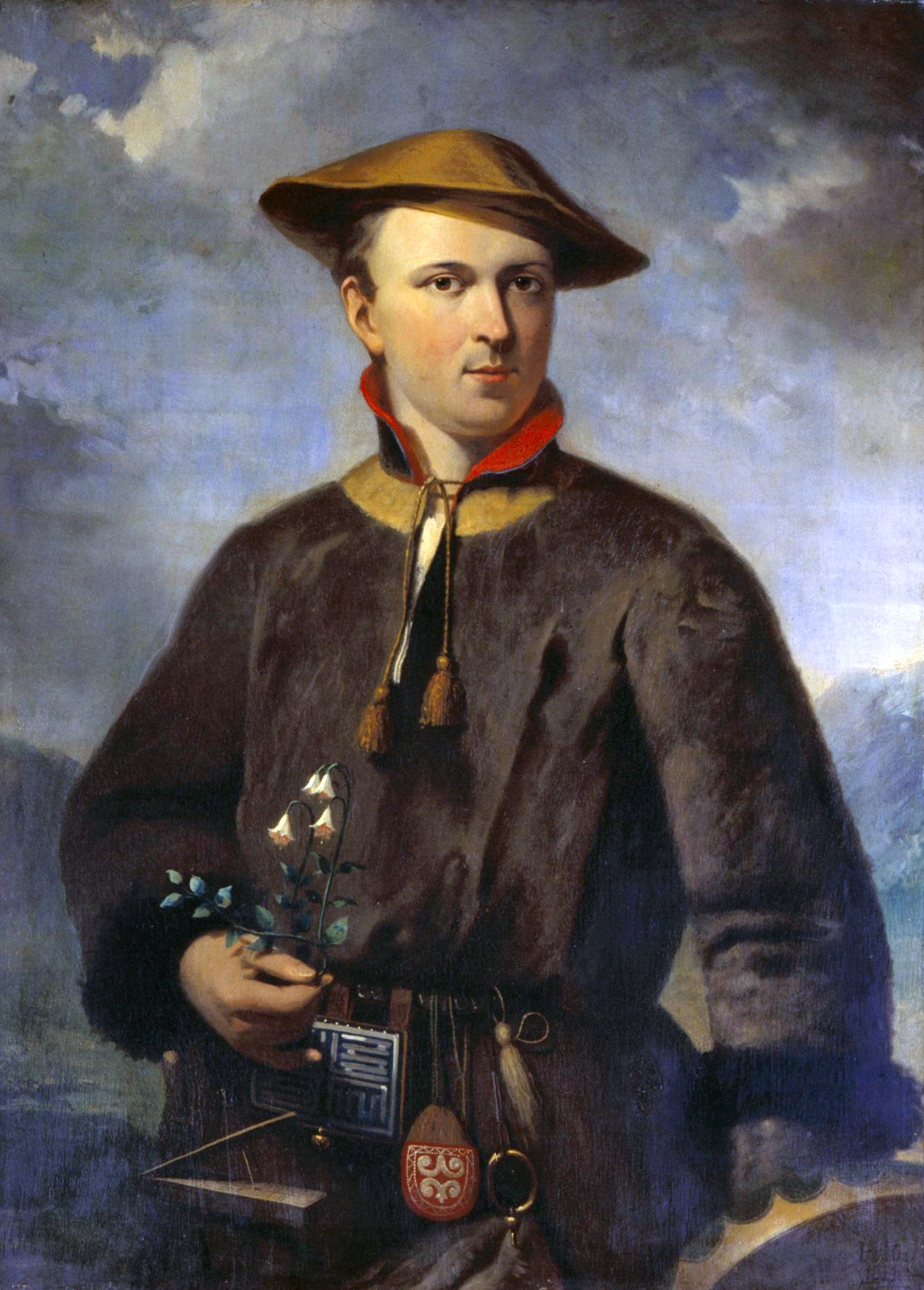
In der eigens für die Lapplandreise erworbenen Kleidung präsentierte Linné sich gern. Ausschnitt eines Porträts von Hendrik Hollander (Kopie von 1853).

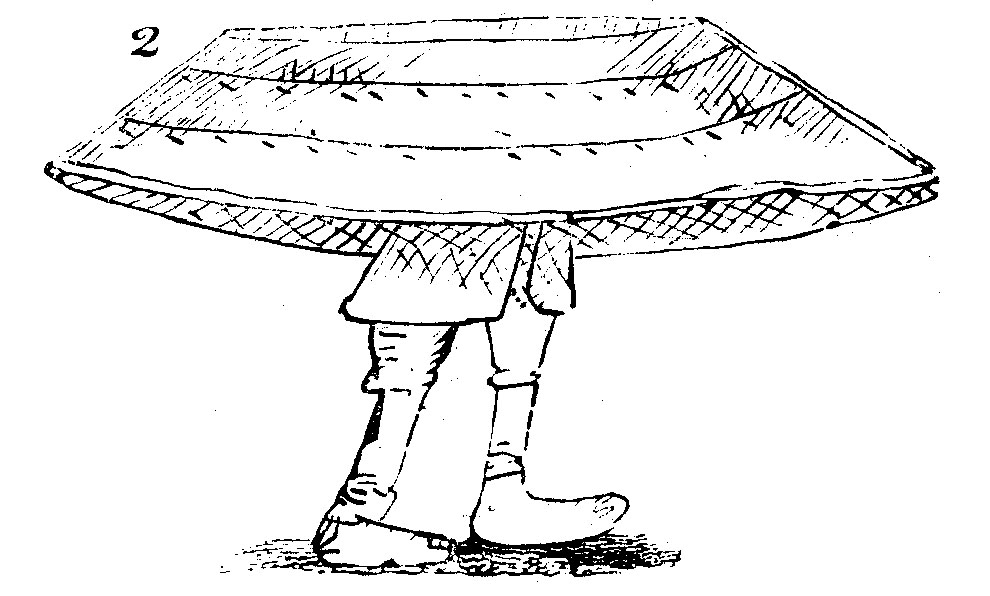
Linnés Tagebuch zur lappländischen Reise enthält zahlreiche Zeichnungen. Hier hat er einen Lappländer skizziert, der sein Boot trägt.

In einem Brief vom 26. Dezember 1731 empfahl sich Linné der Königlichen Gesellschaft der Wissenschaften in Uppsala für eine Expedition in das weitgehend unerforschte Lappland und bat um die notwendige finanzielle Unterstützung. Als er keine Antwort erhielt, unternahm er Ende April 1732 einen weiteren Versuch und senkte den für die Reise notwendigen Geldbetrag um ein Drittel. Dieses Mal wurde ihm der Betrag gewährt und er begann am 23. Mai seine erste große Expedition.
Die beschwerliche Reise dauerte knapp fünf Monate. Während der Reise hielt er alle seine Erlebnisse und Entdeckungen in einem Tagebuch fest. Am 21. Oktober 1732 traf er wieder in Uppsala ein. Zu den Strapazen der Reise und den Schulden, die Linné zusätzlich auf sich genommen hatte, kam noch die Enttäuschung, dass die Akademie nur wenige Seiten seiner Ergebnisse publizierte. Sein Buch über die lappländische Pflanzenwelt, Flora Lapponica, wurde erst 1737 in Amsterdam veröffentlicht.
Von dieser Reise brachte er erstmals Spielregeln und Spielbrett des zur Wikingerzeit weit verbreiteten Spiels Tablut mit.

### Falun und die Reise durch Dalarna
Im Frühjahrssemester 1733 hielt Linné private Kurse in Dokimastik und schrieb eine kurze Abhandlung über das für ihn neue Thema. Er katalogisierte seine Vogel- und Insektensammlung und arbeitete an zahlreichen Manuskripten. Von Clas Sohlberg (1711–1773), einem seiner Studenten, erhielt er eine Einladung, den Jahreswechsel 1733/1734 bei dessen Familie in Falun zu verbringen. Clas’ Vater, Eric Nilsson Sohlberg, war Inspektor der dortigen Minen, und so ergab sich für Linné die Möglichkeit, die Arbeit in den Minen ausgiebig zu studieren. Er kehrte erst im März 1734 nach Uppsala zurück und gab weiter Privatunterricht in Mineralogie, Botanik und Diätetik.
Während des Aufenthaltes in Falun machte Linné die Bekanntschaft von Johan Browall, der die Kinder des Gouverneurs der Provinz Dalarna, Nils Reutersholm, unterrichtete. Reutersholm war beeindruckt von den Berichten über Linnés Lapplandreise und plante, eine solche Erkundungsreise in der von ihm verwalteten Provinz durchzuführen. Es fanden sich genügend Geldgeber für das Unternehmen, und die aus acht Mitgliedern bestehende Societas Itineraria Reuterholmiana (Reuterholm-Reise-Gesellschaft), der Linné als Präsident vorstand, wurde gegründet. Die Reise durch die Provinz Dalarna begann am 3. Juli 1734 und dauerte bis zum 18. August 1734. Linnés Reisebericht Iter Dalecarlicum wurde erst posthum veröffentlicht.
Linné blieb in Falun und übernahm den Unterricht von Reutersholms Söhnen. Browall überzeugte ihn, ins Ausland zu gehen, um dort seinen Doktorgrad zu erhalten, der ihm bisher aufgrund seiner angespannten finanziellen Situation verwehrt geblieben war. Es fand sich schließlich eine Lösung für die Reisekosten. Linné sollte Clas Sohlberg nach Holland begleiten und unterrichten und dort promovieren. Er kehrte nach Uppsala zurück, um seine Reisevorbereitungen zu treffen, und traf nach einem kürzeren Aufenthalt in Stockholm Ende des Jahres  wieder in Falun ein. Zum Jahreswechsel 1734/35 lernte er Sara Elisabeth Moraea kennen, eine Tochter des Stadtarztes von Falun, und machte ihr einen Heiratsantrag. Dieser wurde von ihrem Vater, der auf die wirtschaftliche Unabhängigkeit seiner Tochter bedacht war, unter der Bedingung akzeptiert, dass Linné seinen Doktorgrad erwerben und die Hochzeit innerhalb der nächsten drei Jahre stattfinden würde.

### Drei Jahre in Holland

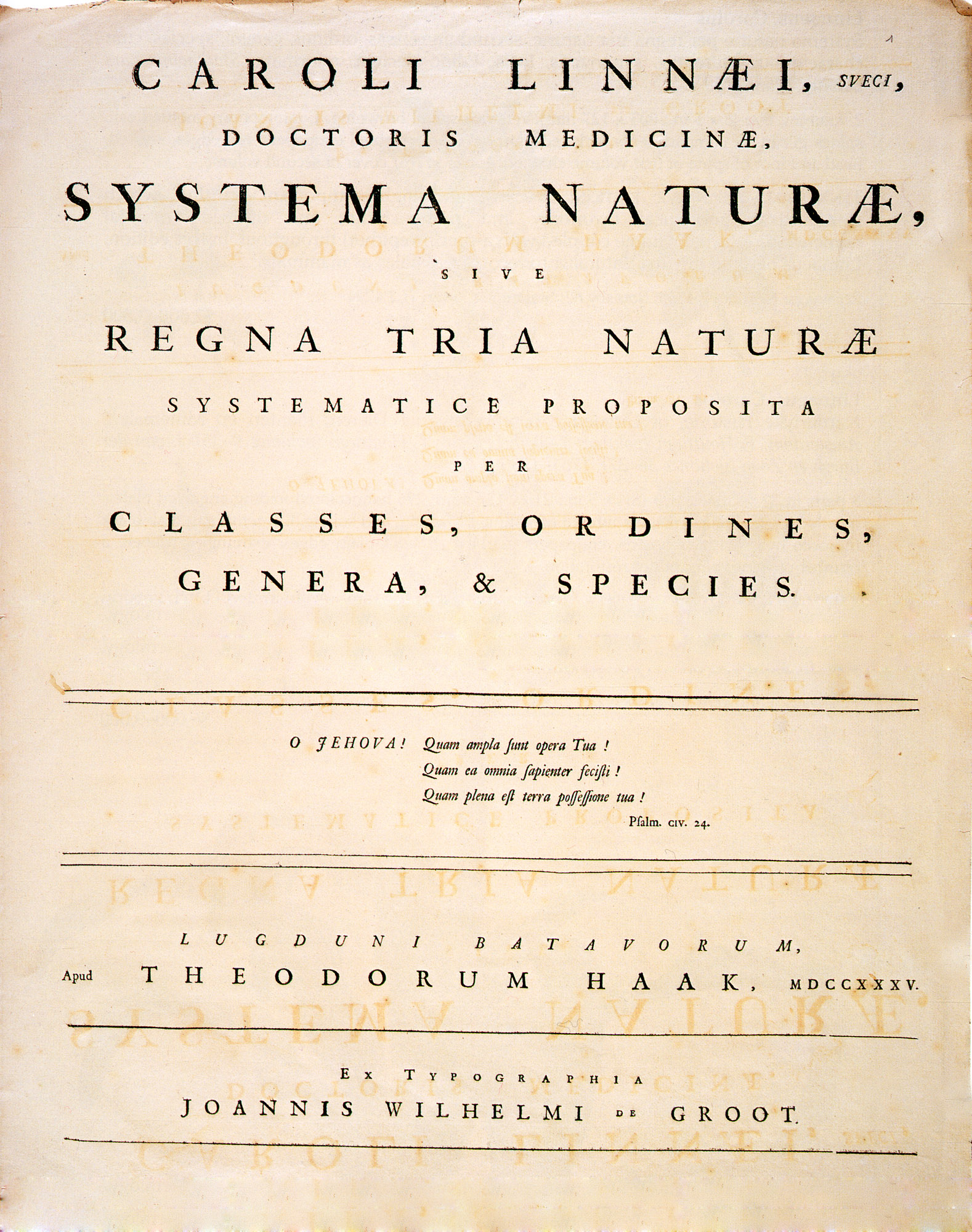
Das Titelblatt der 1. Auflage von Systema Naturae, in dem Linné 1735 sein System zur Klassifizierung der drei Naturreiche erstmals vorstellte.

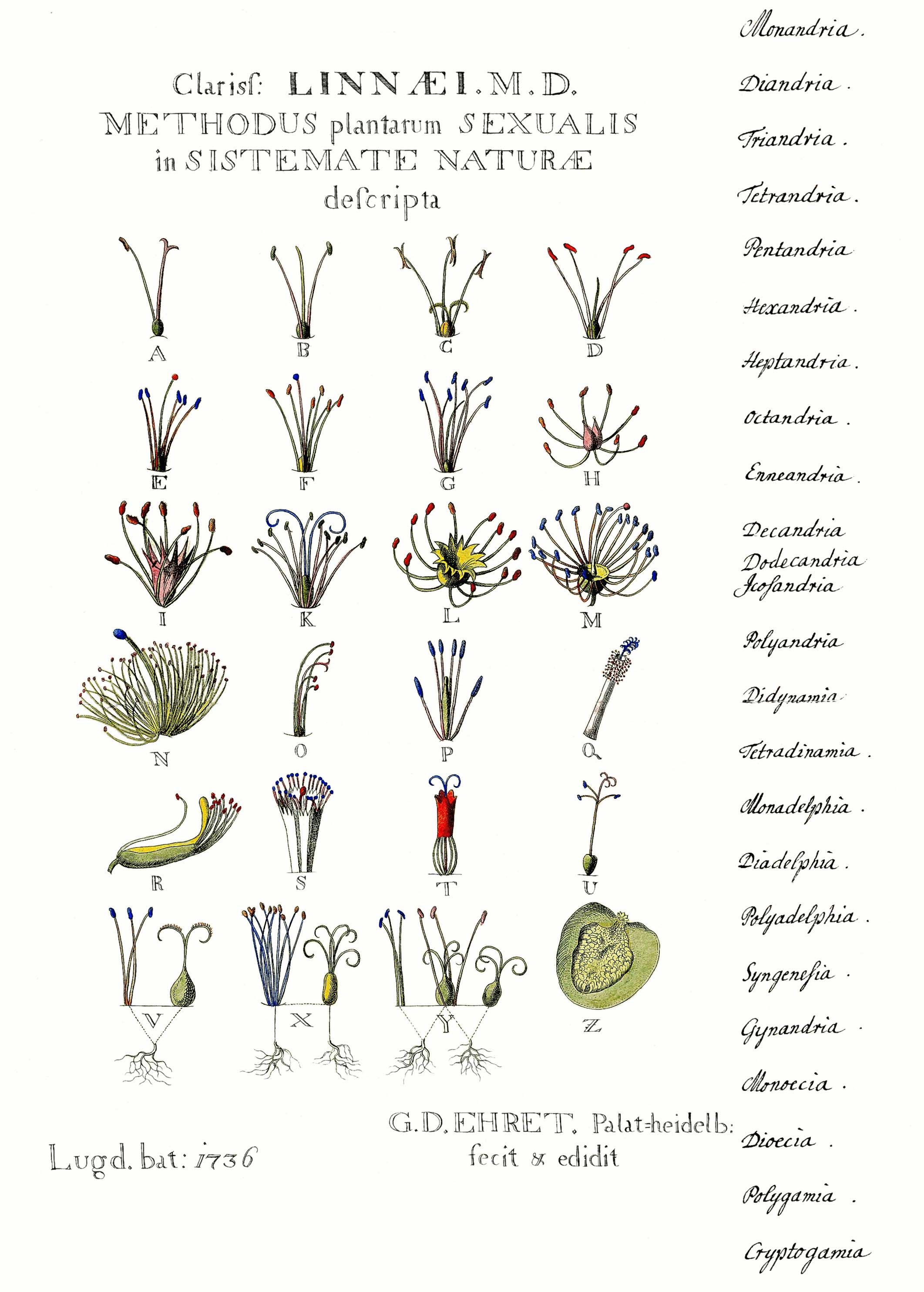
Die von Georg Dionysius Ehret angefertigte Zeichnung, auf der er Linnés Klassifizierungssystem der Pflanzen darstellte.

Linnés Reise südwärts führte ihn über Växjö und Stenbrohult. Am 15. April 1735 brach er von Stenbrohult nach Deutschland auf. Anfang Mai erreichte er Travemünde und begab sich sogleich nach Lübeck, von wo er am nächsten Morgen mit der Postkutsche nach Hamburg reiste. Hier lernte er Johann Peter Kohl kennen, den Herausgeber der Zeitschrift Hamburgische Berichte von Neuen Gelehrten Sachen. Er besuchte den umfangreichen Garten des Juristen Johann Heinrich von Spreckelsen, in dem er unter anderem 45 Aloe- und 56 Mittagsblumen-Arten zählte. Auch der Bibliothek von Johann Albert Fabricius stattete er einen Besuch ab. Als Linné unvorsichtigerweise eine siebenköpfige Hydra, die zu einem hohen Preis zum Verkauf stand und dem Bruder des Hamburger Bürgermeisters Johann Anderson gehörte, als Fälschung entlarvte, riet ihm der Arzt Gottfried Jacob Jänisch, Hamburg zügig zu verlassen, um möglichem Ärger aus dem Weg zu gehen. So brach Linné schon am 27. Mai von Altona nach Holland auf.
Am 13. Juni kam Linné in Amsterdam an. Hier hielt er sich nur wenige Tage auf und segelte am Abend des 16. Juni nach Harderwijk, um endlich den lang erwarteten Abschluss als Doktor der Medizin zu erhalten. Noch am selben Tag schrieb er sich in das Album Studiosorum der Universität Harderwijk ein. Zwei Tage später bestand er bei Johannes de Gorter seine Prüfung als Candidatus Medicinae und übergab diesem seine Dissertation Hypothesis Nova de Febrium Intermittentium Causa, die er schon in Schweden fertiggestellt hatte. Die verbleibenden Tage bis zu seiner Prüfung verbrachte er botanisierend mit David de Gorter, dem Sohn seines Prüfers. Am Mittwoch, den 23. Juni 1735, bestand er sein Examen und kehrte, nachdem ihm sein Diplom ausgehändigt wurde, schon am nächsten Tag nach Amsterdam zurück. Hier verweilte er nur kurz, denn er wollte unbedingt Herman Boerhaave kennenlernen, der in Leiden wirkte. Das Treffen  auf Boerhaaves Landsitz Oud Poelgeest kam erst aufgrund der Unterstützung von Jan Frederik Gronovius zustande, der ihm ein Empfehlungsschreiben ausstellte. Zuvor hatte Linné Gronovius und Isaac Lawson einige seiner Manuskripte gezeigt, darunter einen ersten Entwurf von Systema Naturae. Beide waren von der Originalität des Linnéschen Ansatzes, die drei Naturreiche Mineralien, Pflanzen und Tiere zu klassifizieren, so beeindruckt, dass sie beschlossen, das Werk auf eigene Kosten herauszugeben. Gronovius und Lawson wirkten als Korrektoren für dieses und weitere in Holland entstandene Werke Linnés und überwachten die Fortschritte der Drucklegung.
Auf Boerhaaves Empfehlung fand Linné Arbeit und Unterkunft bei Johannes Burman, dem er bei der Zusammenstellung seines Thesaurus Zeylanicus half. In Burmans Haus stellte Linné sein Werk Bibliotheca Botanica fertig und lernte dort auf Empfehlung von Gronovius den Bankier George Clifford kennen. Gronovius hatte Clifford vorgeschlagen, Linné als Kurator seiner Sammlung in Hartekamp einzustellen und von ihm seinen Garten, den Hortus Hartecampensis, beschreiben zu lassen. Am 24. September 1735 begann Linné seine Arbeit in Hartekamp. Nur fünf Tage später erhielt er die Botschaft, dass sein Freund Peter Artedi, den er erst wenige Wochen vorher zufällig in Amsterdam wiedergetroffen hatte, in einem Amsterdamer Kanal ertrunken war. Linné erfüllte das wechselseitige Versprechen der Freunde, das Werk des anderen fortzuführen und zu veröffentlichen, und bearbeitete und verlegte während seiner Zeit in Holland die Werke von Artedi.
Bald nach Linnés Ankunft in Hartekamp traf dort der deutsche Pflanzenzeichner Georg Dionysius Ehret ein, der von Clifford eine Zeitlang als Zeichner eingestellt wurde. Linné erklärte ihm sein neues Klassifizierungssystem für Pflanzen, woraufhin Ehret, zunächst für seinen privaten Gebrauch, eine Zeichnung mit den Unterscheidungsmerkmalen der 24 Klassen anfertigte. Die Tafel mit dem Titel Caroli Linnaei classes sive literae wurde gelegentlich mit der Erstausgabe von Linnés Systema Naturae zusammengebunden und war Bestandteil einiger weiterer seiner Werke. In Hartekamp arbeitete Linné an mehreren Projekten gleichzeitig. So entstanden hier seine Werke Fundamenta Botanica, Flora Lapponica, Genera Plantarum und Critica Botanica und gingen Seite für Seite nach der Korrektur zum Drucker. Nebenher gelang es ihm, mit Hilfe des deutschen Gärtners Dietrich Nietzel die in einem der Warmhäuser Cliffords wachsende Bananenpflanze zu Blüte und Fruchtansatz zu bringen. Dieses Ereignis war der Anlass für ihn, die Abhandlung Musa Cliffortiana zu schreiben. Das Werk ist die erste Monografie über eine Pflanzengattung.

### England und Frankreich
Im Sommer 1736 wurde Linnés Arbeit in Holland durch eine Reise nach England unterbrochen.  In London studierte er Hans Sloanes Sammlung und erhielt von Philip Miller aus dem Chelsea Physic Garden seltene Pflanzen für Cliffords Garten. Während des einmonatigen Aufenthaltes traf er mit Peter Collinson und John Martyn zusammen. Bei einem Kurzaufenthalt in Oxford lernte er Johann Jacob Dillen kennen. Zurück in Hartekamp arbeitete Linné unter dem zunehmenden Druck von Clifford am Hortus Cliffortianus weiter, dessen Fertigstellung sich aber insbesondere aufgrund von Problemen mit den Kupferstichen bis 1738 verzögerte.
Im Sommer 1737 wurde ihm von Boerhaave der Posten eines Arztes der WIC, der Niederländischen Westindien-Kompanie in Niederländisch-Guayana angeboten. Er lehnte jedoch ab und empfahl Boerhaave stattdessen den Arzt Johann Bartsch, der ihm bei der Bearbeitung seiner Flora Lapponica geholfen hatte. Zu dieser Zeit hatte Linné bereits Pläne, Holland wieder zu verlassen, und schlug alle Angebote Cliffords aus, auf dessen Kosten zu bleiben. Erst als Adriaan van Royen ihn bat, den Botanischen Garten in Leiden nach seinem System neu zu ordnen und wenigstens noch über den Winter zu bleiben, gab Linné nach. Seine Reisepläne indes standen fest. Über Frankreich und Deutschland, wo er unter anderem Albrecht von Haller in Göttingen zu treffen hoffte, wollte er endgültig nach Schweden zurückkehren. Ein schweres Fieber, an dem er Anfang 1738 mehrere Wochen litt, verzögerte die Abreise jedoch immer weiter.
Im Mai 1738 hatte sich Linné so weit erholt, dass er die Reise nach Frankreich antreten konnte. Von Leiden aus reiste er über Antwerpen, Brüssel, Mons, Valenciennes und Cambrai nach Paris. Van Royen hatte ihm ein Empfehlungsschreiben an Antoine de Jussieu mitgegeben. Dieser vertraute ihn aus Zeitmangel der Obhut seines Bruders Bernard de Jussieu an, der zu dieser Zeit den Lehrstuhl für Botanik am Jardin du Roi innehatte. Gemeinsam besichtigten sie den Königlichen Garten, die Herbarien von Joseph Pitton de Tournefort, Sébastien Vaillant und Joseph Donat Surian sowie die Büchersammlung von Antoine-Tristan Danty d’Isnard und unternahmen botanische Exkursionen in die Umgebung von Paris.
Während einer Sitzung der Pariser Akademie der Wissenschaften wurde Linné aufgrund eines Vorschlags von Bernard de Jussieu korrespondierendes Mitglied der Akademie. Der Superintendant des Jardin du Roi Charles du Fay versuchte vergeblich, Linné von einem Verbleib in Frankreich zu überzeugen. Linné wollte jedoch endlich in seine Heimat zurückkehren. Er gab den Plan auf, nach Deutschland zu reisen, und schiffte sich nach einem Monat Aufenthalt in Frankreich in Rouen nach Schweden ein.

### Rückkehr nach Schweden und Heirat

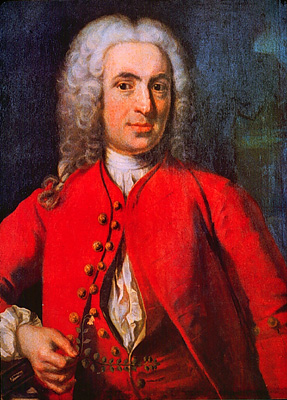
Linné kurz nach seiner Heirat (1739). Bildnis von Johan Henrik Scheffel (1690–1781).

Über das Kattegat kam Linné in Helsingborg an. Nach einem kurzen Aufenthalt bei seiner Familie in Stenbrohult reiste er nach Falun weiter, wo kurz darauf die Verlobung mit Sara Elisabeth Moraea stattfand. Um sich seinen Lebensunterhalt zu verdienen, ließ er sich im September 1738 in Stockholm als Arzt nieder. Nach anfänglichen Schwierigkeiten erlangte er durch die Bekanntschaft mit Carl Gustaf Tessin recht schnell Zugang zur Stockholmer Gesellschaft. Gemeinsam mit Mårten Triewald, Anders Johan von Höpken, Sten Carl Bielke, Carl Wilhelm Cederhielm und Jonas Alströmer gründete er im Mai 1739 die Königlich Schwedische Akademie der Wissenschaften und wurde ihr erster Präsident. Die Präsidentschaft gab er satzungsgemäß Ende September 1739 bereits wieder ab.
Ebenfalls im Mai 1739 wurde er Nachfolger von Triewald am Königlichen Bergwerkskollegium Stockholm, an dem er Vorlesungen über Botanik und Mineralogie hielt, sowie aufgrund einer Empfehlung des Admirals Theodor Ankarcrona Arzt der schwedischen Admiralität.
Derart finanziell abgesichert konnte er am 26. Juni 1739 seine Verlobte Sara Elisabeth Moraea heiraten. Aus der Ehe gingen mit Carl, Elisabeth Christina, Sara Magdalena, Lovisa, Sara Christina, Johannes und Sofia sieben Kinder hervor. Sara Magdalena und Johannes starben bereits im Kindesalter. Linnés gleichnamiger Sohn Carl wurde wie sein Vater Botaniker, konnte das Werk des Vaters jedoch nur kurze Zeit fortführen und starb im Alter von 42 Jahren.

### Reise durch Öland und Gotland
Einen Monat nach seiner Hochzeit kehrte Linné nach Stockholm zurück. Im Januar 1741 erhielt er vom Ständereichstag das Angebot, die Inseln Öland und Gotland zu erkunden. Linné und seine sechs Begleiter, darunter Johan Moraeus, ein Bruder seiner Frau, brachen am 26. Mai 1741 von Stockholm aus auf. Sie waren zweieinhalb Monate unterwegs und erregten durch ihre Tätigkeit im Vorfeld des Russisch-Schwedischen Kriegs manchmal den Verdacht russischer Spionageaktivitäten. Mit der Veröffentlichung des Reiseberichtes Öländska och Gothländska Resa 1745 hatte Linné zum ersten Mal ein Werk in seiner schwedischen Muttersprache verfasst. Bemerkenswert ist der Index des Werkes, in dem die Pflanzen verkürzt in zweiteiliger Weise benannt waren. Außerdem wurde mit einem numerischen Index auf die Arten in dem im gleichen Jahr erschienenen Werk Flora Suecica verwiesen.

### Professor in Uppsala

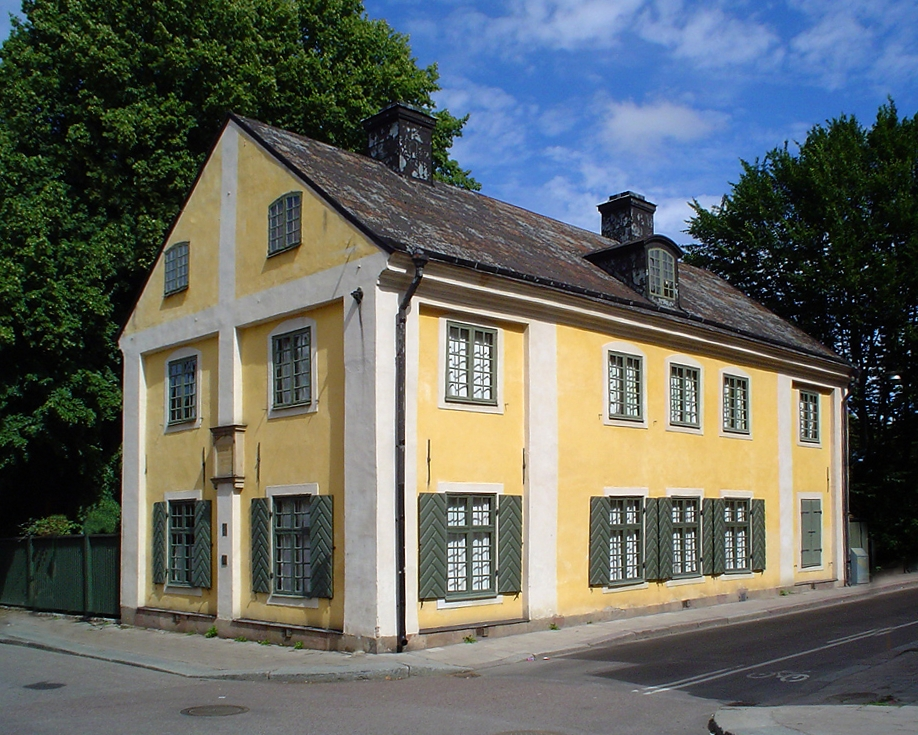
Linnés Wohnhaus in Uppsala stand auf dem Gelände des Botanischen Gartens der Universität.

Im Frühjahr 1740 starb Olof Rudbeck, und dessen Lehrstuhl für Botanik an der Universität Uppsala musste neu besetzt werden. Lars Roberg, Inhaber des Lehrstuhls für Medizin, wollte sich bald zur Ruhe setzen, so dass dieser Lehrstuhl ebenfalls neu zu vergeben war. Neben Linné gab es mit Nils Rosén und Johan Gottschalk Wallerius zwei weitere Anwärter. In Absprache mit dem schwedischen Kanzler Carl Gyllenborg sollte Rosén die Stelle Rudbecks erhalten und Linné die freiwerdende Position von Roberg. Später sollten sie dann die Lehrstühle tauschen. Linnés offizielle Ernennung zum Professor für Medizin erfolgte am 16. Mai 1741. In seiner „Rede von der Bedeutung, in seinem eigenen Land zu reisen“ anlässlich der Übernahme das Lehrstuhls, die er am 8. November 1741 hielt, betonte er den ökonomischen Nutzen, der sich aus einer Kartierung der schwedischen Natur ergäbe. Jedoch sei es nicht nur wichtig, die Natur zu studieren, sondern auch lokale Krankheiten, deren Heilmethoden und die verschiedenartigen landwirtschaftlichen Methoden. Seine erste öffentliche Vorlesung fand knapp eine Woche später statt.
Ende des Jahres tauschten Linné und Rosén die Lehrstühle. Linné unterrichtete Botanik, Diätetik, Materia Medica und hatte die Aufsicht über den Alten Botanischen Garten. Rosén lehrte Praktische Medizin, Anatomie und Physiologie. Für die Gebiete Pathologie und Chemie waren sie gemeinsam verantwortlich. Linné begann mit der Umgestaltung des Botanischen Gartens und beauftragte damit Carl Hårleman. Das zum Garten gehörende Haus von Olof Rudbeck dem Älteren wurde renoviert und Linné zog mit seiner Familie dort ein. Im Garten wurden neue Gewächshäuser errichtet und Pflanzen aus der ganzen Welt angesiedelt. In seinem Werk Hortus Upsaliensis beschrieb Linné 1748 etwa 3000 verschiedene Pflanzenarten, die in diesem Garten kultiviert wurden. In seiner Materia medica, einem 1749 erschienenen Handbuch für Ärzte und Apotheker, beschrieb er Heilpflanzen und ihre praktische Verwendung. 1750 wurde er Rektor der Universität Uppsala. Diese Position übte er bis wenige Jahre vor seinem Tod aus.
Vor seinem Amtsantritt als Rektor hatte Linné noch zwei weitere Reisen durch Schweden unternommen. Vom 23. Juni bis 22. August 1746 bereiste er gemeinsam mit Erik Gustaf Lidbeck, der später Professor in Lund wurde, die Provinz Västergötland. Linnés Aufzeichnungen erschienen ein Jahr später unter dem Titel Västgöta Resa. Eine letzte Reise führte Linné vom 10. Mai bis 24. August 1749 durch die südlichste schwedische Provinz Schonen. Sein Student Olof Andersson Söderberg, der im Vorjahr bei ihm promoviert hatte und später Professor in Halle war, ging ihm während der Reise als sein Sekretär zur Hand. Die Skånska Resa wurde 1751 veröffentlicht. Mitte Dezember 1772 hielt er seine Abschiedsrede über „Die Freuden der Natur“.

### Species Plantarum

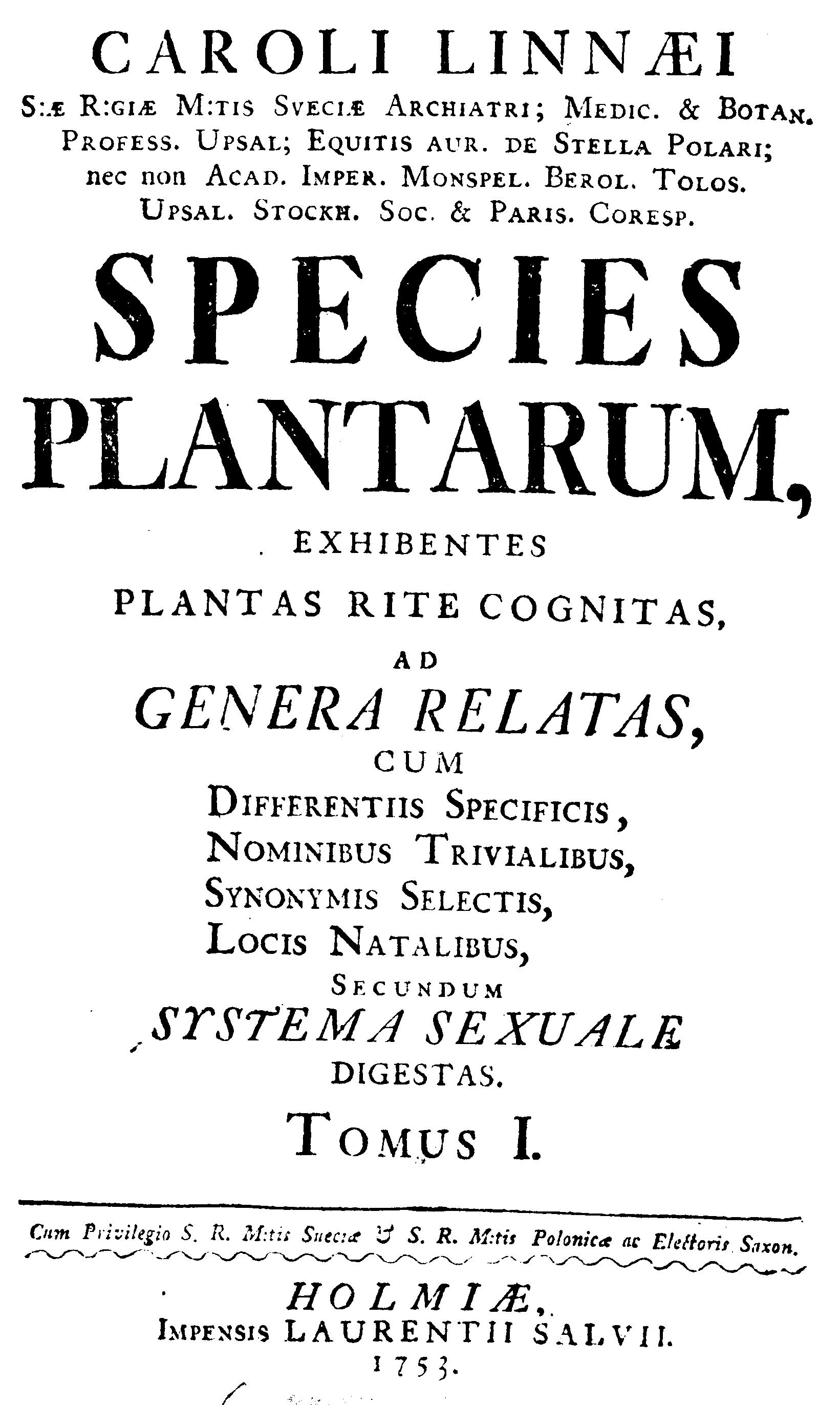
In Species Plantarum (1753) verwandte Linné erstmals durchgängig zweiteilige Namen für Pflanzenarten, wie sie in der modernen botanischen Nomenklatur noch heute üblich sind.

Linnés Reisen durch Schweden ermöglichten es ihm, in den Werken Flora Suecica (1745) und Fauna Suecica (1746) die Pflanzen- und Tierwelt Schwedens ausführlich zu beschreiben. Sie waren wichtige Schritte zur Vollendung seiner beiden bedeutsamsten Werke Species Plantarum (erste Auflage 1753) und Systema Naturae (zehnte Auflage 1759). Linné ermutigte seine Schüler, die Natur unerforschter Regionen selbst zu erkunden, und verschaffte ihnen auch die Möglichkeiten dazu. Die auf Entdeckungsreise gegangenen Schüler nannte er „seine Apostel“.
1744 schickte ihm der dänische Apotheker August Günther fünf Bände des von Paul Hermann von 1672 bis 1677 in Ceylon angefertigten Herbariums und bat Linné, ihm bei der Identifizierung der Pflanzen zu helfen. Linné konnte etwa 400 der zirka 660 herbarisierten Pflanzen verwenden und in sein Klassifizierungssystem einordnen. Seine Ergebnisse veröffentlichte er 1747 als Flora Zeylanica.
Ein schwerer Gichtanfall zwang Linné 1750, seinem Schüler Pehr Löfling den Inhalt von Philosophia Botanica (1751) zu diktieren. Das auf seinen in Fundamenta Botanica formulierten 365 Aphorismen aufbauende Werk war als Lehrbuch der Botanik konzipiert. Er stellte darin sein System zur Unterscheidung und Benennung von Pflanzen dar und erläuterte es durch knappe Kommentare. Von Mitte 1751 bis 1752 arbeitete Linné intensiv an der Fertigstellung von Species Plantarum. In der Mitte 1753 erschienenen zwei Bänden beschrieb er auf 1200 Seiten mit ungefähr 7300 Arten alle ihm bekannten Pflanzen der Erde. Besondere Bedeutung hat das Epitheton, das er als Marginalie zu jeder Art am Seitenrand vermerkte und das eine Neuerung gegenüber seinen früheren Werken war. Der Gattungsname und das Epitheton bilden zusammen den zweiteiligen Namen der Art, so wie er in der modernen botanischen Nomenklatur noch heute verwendet wird.

### Systema Naturae

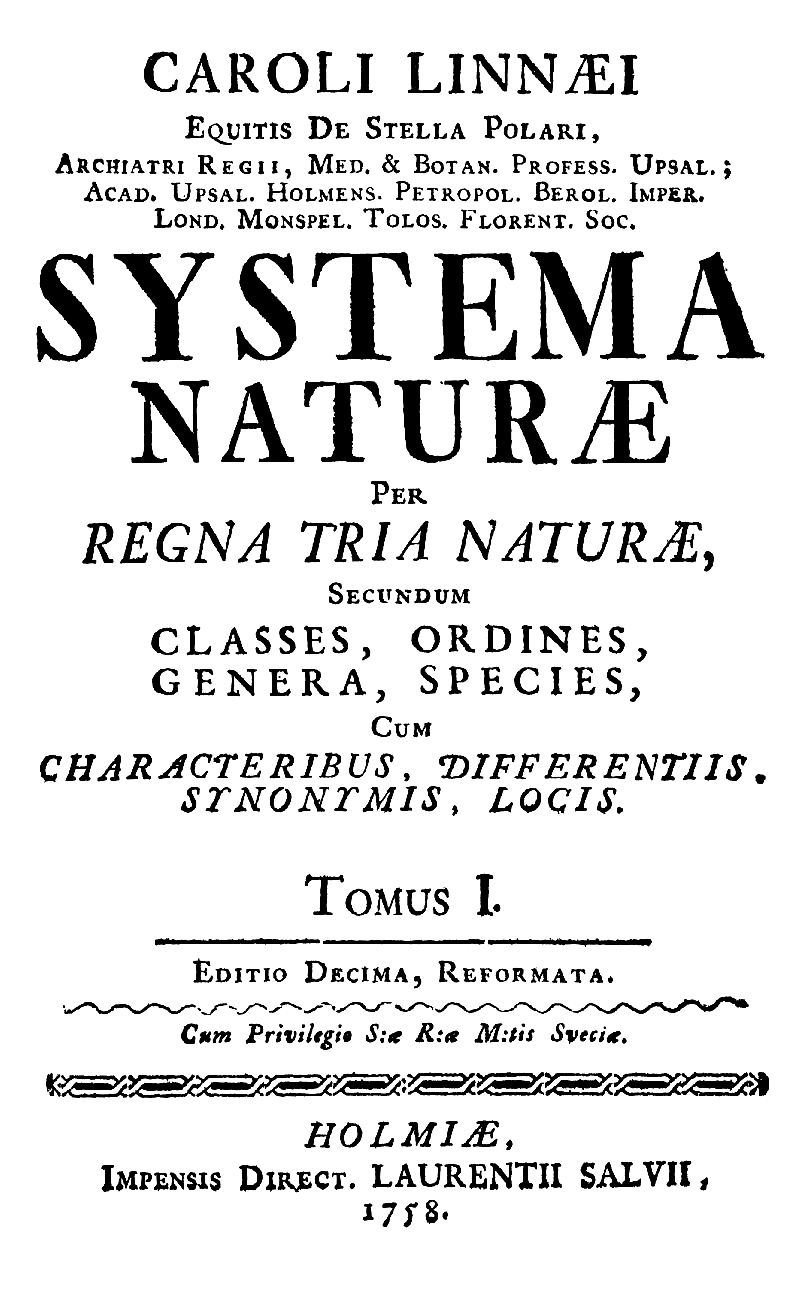
In der 10. Auflage von Systema Naturæ (1758) wandte Linné die binäre Nomenklatur konsequent auf das Tierreich an.

Im Veröffentlichungsjahr von Species Plantarum erschien mit Museum Tessinianum eine Aufstellung der Objekte der Mineralien- und Fossiliensammlung von Carl Gustaf Tessin, die Linné angefertigt hatte. Das Sammeln von naturhistorischen Kuriositäten war zu dieser Zeit auch in Schweden sehr verbreitet. Adolf Friedrich hatte in Schloss Drottningholm eine Sammlung seltener Tierarten zusammengetragen und beauftragte Linné mit deren Inventarisierung. Linné verbrachte dafür in den Jahren 1751 bis 1754 insgesamt neun Wochen auf dem Schloss des Königs. Der erste Band von Museum Adolphi Friderici (1754) enthielt 33 Zeichnungen (zwei von Affen, neun von Fischen und 22 von Schlangen). Es ist das erste Werk, in dem die binäre Nomenklatur durchgängig in der Zoologie angewendet wurde.
In der 10. Auflage von Systema Naturae übernahm Linné die binäre Nomenklatur endgültig für die Tierarten, die im ersten Band beschrieben sind. Im zweiten Band von Systema Naturae behandelte er die Pflanzen. Ein ursprünglich geplanter dritter Band, der die Mineralien zum Inhalt haben sollte, erschien nicht. 1758, das Erscheinungsjahr von Systema Naturae, markiert damit den Beginn der modernen zoologischen Nomenklatur.
Die schwedische Königin Luise Ulrike hatte in ihrem Schloss Ulriksdal ebenfalls eine naturhistorische Sammlung angelegt, die aus 436 Insekten, 399 Muscheln und 25 weiteren Mollusken bestand und in der Abhandlung Museum Ludovicae Ulricae (1764) durch Linné beschrieben wurde. Den Anhang bildete der zweite Band der Beschreibung des Museums ihres Mannes mit 156 Tierarten.

### Letzte Jahre

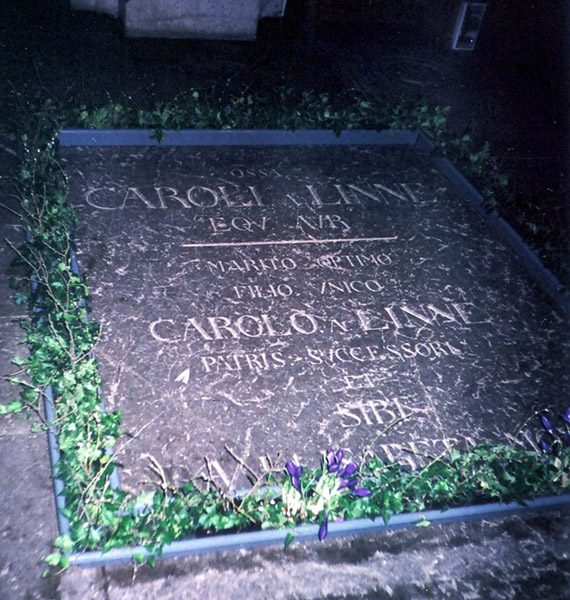
Grabplatte im Dom zu Uppsala

In seinen letzten Lebensjahren war Linné damit beschäftigt, die zwölfte Auflage von Systema Naturae (1766–1768) zu bearbeiten. Es entstanden die als Anhang dazu gedachten Werke Mantissa Plantarum (1767) und Mantissa Plantarum Altera (1771). In ihnen beschrieb er neue Pflanzen, die er von seinen Korrespondenten aus der ganzen Welt erhalten hatte.
Im Mai 1774 erlitt er während einer Vorlesung im Botanischen Garten der Universität Uppsala einen Schlaganfall. Ein zweiter Schlaganfall 1776 lähmte seine rechte Seite und schränkte seine geistigen Fähigkeiten ein. Carl von Linné starb am 10. Januar 1778 an einem Geschwür an der Harnblase und wurde im Dom zu Uppsala begraben.

## Rezeption und Nachwirkung

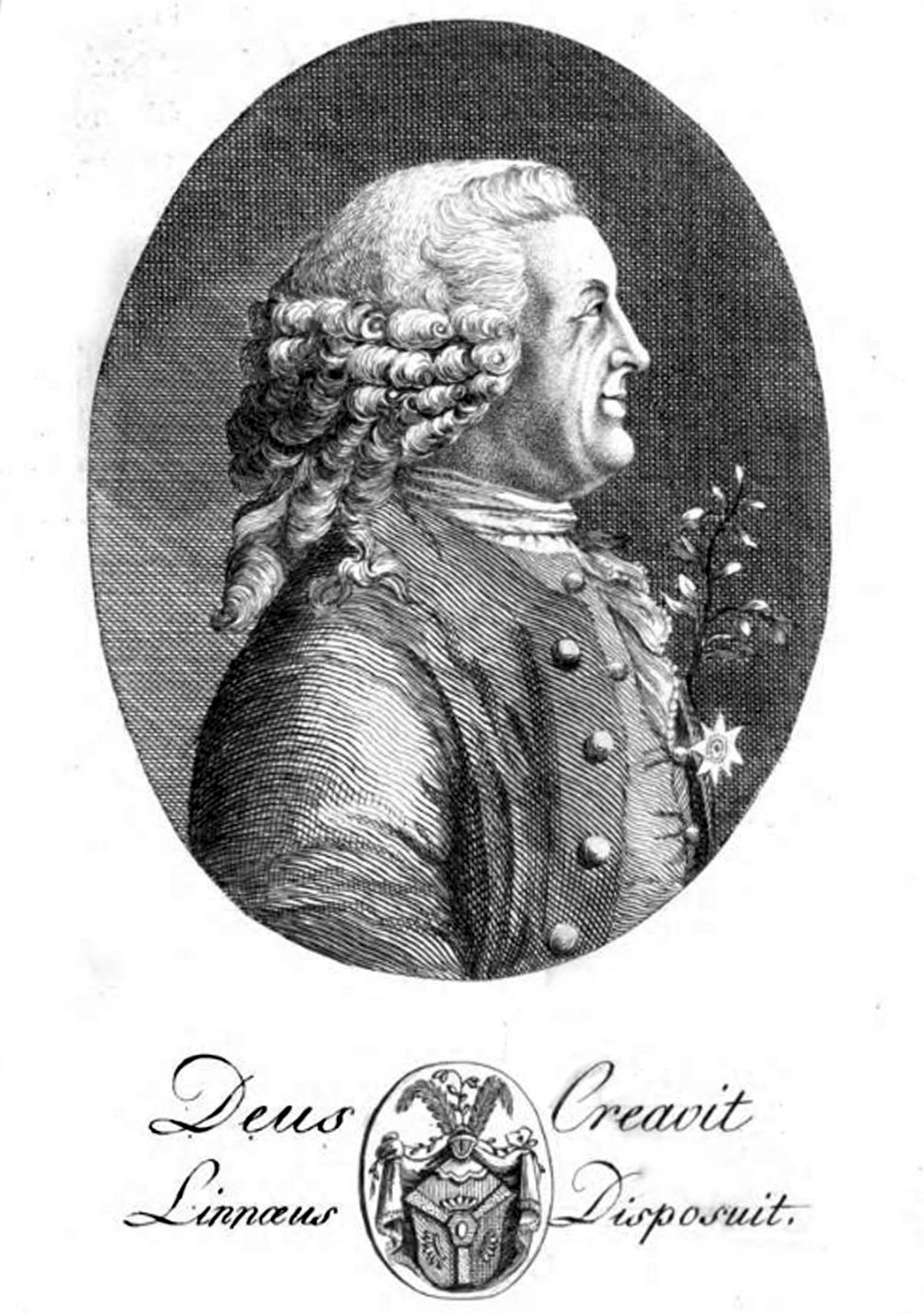
Anonymes Porträt mit der Inschrift „Deus creavit, Linnaeus disposuit“ („Gott erschuf, Linné ordnete“) aus Dietrich Heinrich Stövers Leben des Ritters Carl von Linné von 1792

Der im 20. Jahrhundert wirkende britische Botaniker William Thomas Stearn fasste Linnés Bedeutung folgendermaßen zusammen:

„Obwohl Linné als bahnbrechender Ökologe, Geobotaniker, Dendrochronologe, Evolutionist, botanischer Pornograf und Sexualist und vieles mehr bezeichnet wurde, bestehen seine einflussreichsten und wertvollsten Beiträge zur Biologie unzweifelhaft in der erfolgreichen Einführung der binären Nomenklatur für Pflanzen- und Tierarten, auch wenn diese Leistung nur ein zufälliges Nebenprodukt seiner enormen enzyklopädischen Tätigkeit war, um in knapper, präziser und praktischer Form die Mittel für das Erkennen und Erfassen ihrer Gattungen und Arten bereitzustellen.“

### Lebenswerk

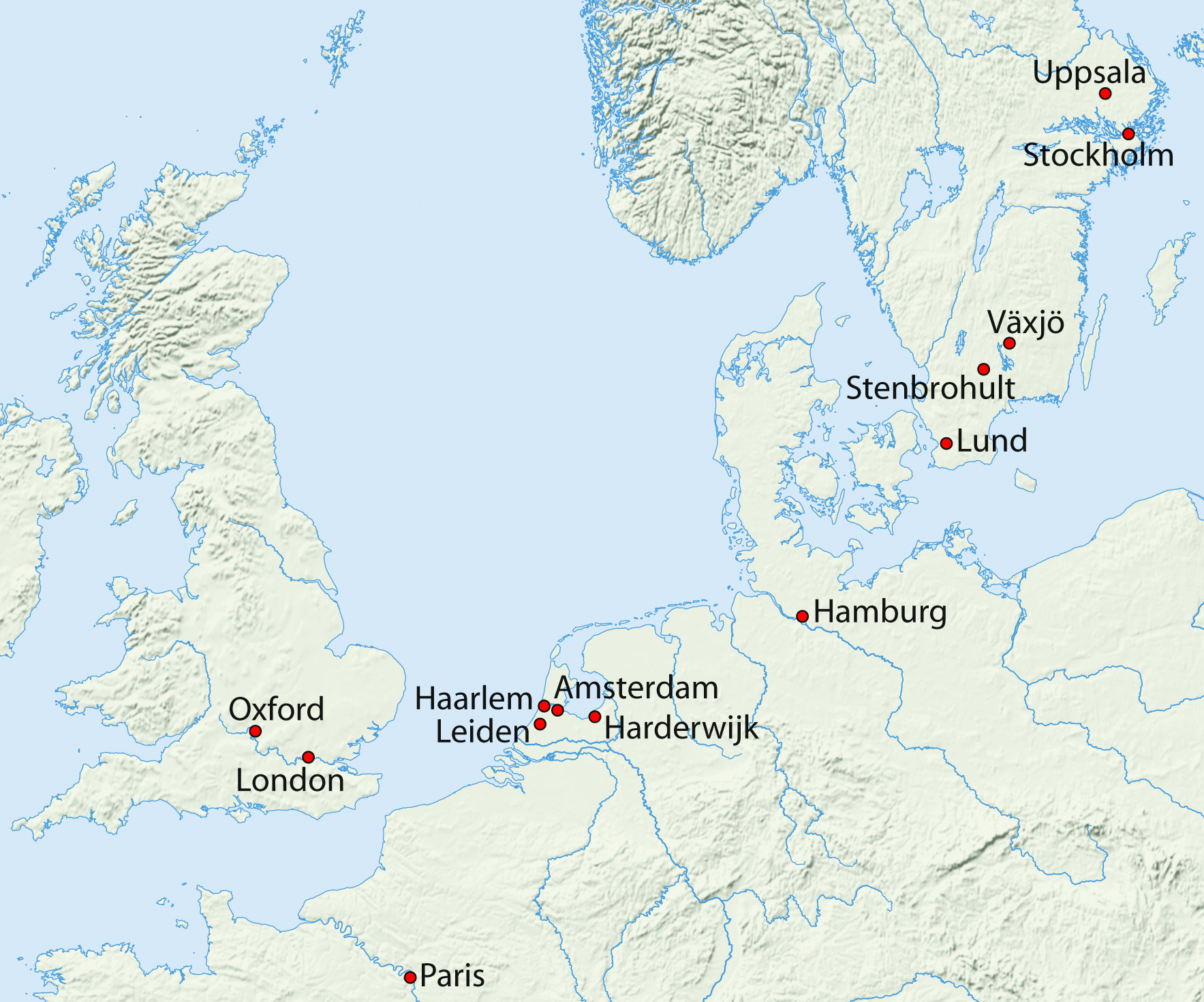
Wirkungsorte Linnés

Mit seinen Verzeichnissen Species Plantarum (für Pflanzen, 1753) und Systema Naturae (für Pflanzen, Tiere und Mineralien, 1758/1759 beziehungsweise 1766–1768) schuf Linné die Grundlagen der modernen botanischen und zoologischen Nomenklatur. In diesen beiden Werken gab er zu jeder beschriebenen Art zusätzlich ein Epitheton an. Gemeinsam mit dem Namen der Gattung diente es als Abkürzung des eigentlichen Artnamens, der aus einer langen beschreibenden Wortgruppe (Phrase) bestand. Aus Canna foliis ovatis utrinque acuminatis nervosis entstand so die leicht zu merkende Bezeichnung Canna indica. Das Ergebnis der Einführung zweiteiliger Namen ist die konsequente Trennung der Beschreibung einer Art von ihrer Benennung. Durch diese Trennung konnten neu entdeckte Pflanzenarten unproblematisch in seine Systematik aufgenommen werden. Linnés Systematik umfasste die drei Naturreiche Mineralien (einschließlich der Fossilien), Pflanzen und Tiere. Im Gegensatz zu seinen Beiträgen zur Botanik und Zoologie, deren fundamentale Bedeutung für die biologische Systematik schnell anerkannt wurde, blieben seine mineralogischen Untersuchungen bedeutungslos, da ihm die dafür notwendigen chemischen Kenntnisse fehlten. Die erste chemisch begründete Klassifizierung der Mineralien wurde 1758 von Axel Frederic von Cronstedt aufgestellt.
Eine gegenteilige Auffassung zu der von Linné vertretenen Meinung, dass die ganze Natur in eine Taxonomie erfasst werden könnte, stand der Georges-Louis Leclerc de Buffon. Buffon war der Ansicht, dass die Natur zu unterschiedlich und zu reich sei, um sich einem so strengen Rahmen anzupassen. Der Philosoph Michel Foucault beschrieb Linnés Vorgehensweise des Klassifizierens so, dass es ihm darum gegangen sei, „systematisch wenige Dinge zu sehen“. Ihm sei es insbesondere darum gegangen, die Ähnlichkeiten der Dinge in der Welt aufzulösen. So schrieb Linné in seiner Philosophia Botanica: „Alle dunklen Ähnlichkeiten sind nur zur Schande der Kunst eingeführt worden“. Linné ging zudem von der Konstanz der Arten aus: „Es gibt so viele Arten, als Gott am Anfang als verschiedene Gestalten geschaffen hat.“ Er unterteilte die Arten bewusst anhand künstlich ausgewählter Merkmale wie Anzahl, Form, Größenverhältnis und Lage in Klassen und Ordnungen, um ein einfach zu handhabendes und leicht erlernbares System für die Einordnung der Arten zu schaffen. Bei den Pflanzen verwandte er beispielsweise Merkmale der Staubblätter, um die Klasse zu bestimmen, und Merkmale der Stempel, um die Ordnung einer Pflanzenart festzulegen. Auf diese Weise entstand ein „künstliches System“, da es die natürlichen Verwandtschaftsverhältnisse der Arten untereinander nicht berücksichtigte. Die Gattungen und Arten hielt er für natürlich und ordnete sie daher unter Verwendung einer Vielzahl von Kennzeichen entsprechend ihrer Ähnlichkeit. Linné war bestrebt, ein „natürliches System“ zu schaffen, kam jedoch über Ansätze wie Ordines Naturales in der sechsten Auflage von Genera Plantarum (1764) nicht hinaus. Für die Pflanzen gelang es erst Antoine-Laurent de Jussieu, ein solches natürliches System aufzustellen.

### Auszeichnungen und Würdigung

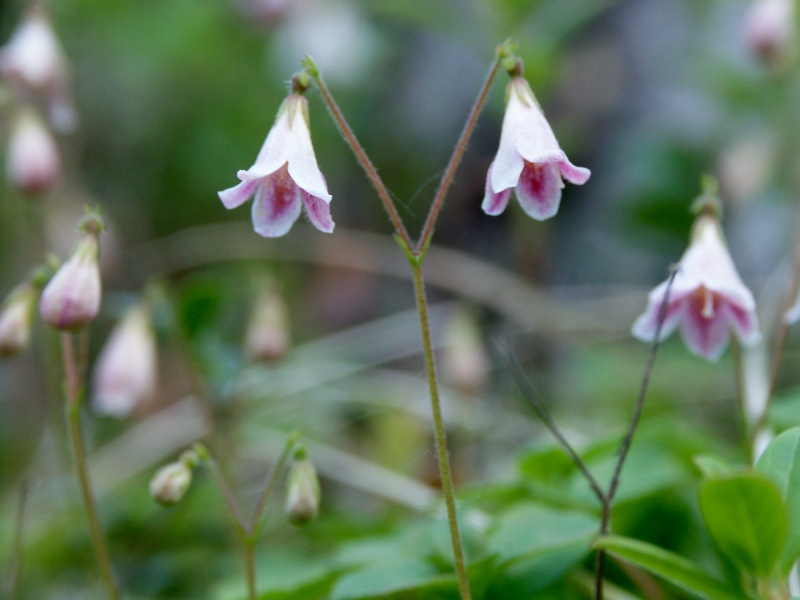
Das Moosglöckchen ist nach Linné benannt.

Linné wurde am 30. Januar 1747 zum Archiater (Leibarzt) des Königs ernannt. Am 27. April 1753 wurde ihm der Nordstern-Orden verliehen. Ende 1756 wurde Carl Linnaeus vom schwedischen König Adolf Friedrich geadelt und erhielt den Namen Carl von Linné. Den auf den 20. April 1757 datierten Adelsbrief unterzeichnete der König im November 1761. Die Erhebung in den Adelsstand wurde erst Ende 1762 mit der Bestätigung durch das Riddarhuset wirksam.
Linné war Mitglied zahlreicher wissenschaftlicher Akademien und Gelehrtengesellschaften.  Hierzu zählten unter anderem die Deutsche Akademie der Naturforscher Leopoldina, der er ab dem 3. Oktober 1736 (Matrikel-Nr. 464) unter dem akademischen Beinamen Dioscorides II. angehörte, die Königliche Gesellschaft der Wissenschaften in Uppsala, die Société Royale des Sciences de Montpellier, die Königlich-Preußische Akademie der Wissenschaften, die Royal Society, die Académie royale des Sciences, Inscriptions et Belles-Lettres de Toulouse, die Pariser Akademie der Wissenschaften, die Russische Akademie der Wissenschaften in Sankt Petersburg und die Königliche Großbrittannische Churfürstliche Braunschweigische Lüneburgische Landwirthschaftsgesellschaft Celle.
Jan Frederik Gronovius benannte Linné zu Ehren die Gattung Linnaea (Moosglöckchen) der Pflanzenfamilie der Linnaeaceae. Ebenso sind nach ihm der Mondkrater Linné im Mare Serenitatis, der Asteroid Linnaeus sowie das Mineral Linneit benannt. Ferner ist er Namensgeber für die Linnaeus Terrace in der Antarktis.
Der Botaniker William Thomas Stearn schlug 1959 das im Dom von Uppsala bestattete Skelett von Carl von Linné zum Lectotypus für die Art Homo sapiens vor. Homo sapiens wurde dadurch nach den zoologischen Nomenklaturregeln gültig als diejenige Tierart definiert, zu der Carl von Linné gehörte.
Die Banknote zu 100 Kronen der Schwedischen Krone führte von 2001 bis zum 30. Juni 2017 das Bildnis Carl von Linnés.

### Nachlass und Briefwechsel

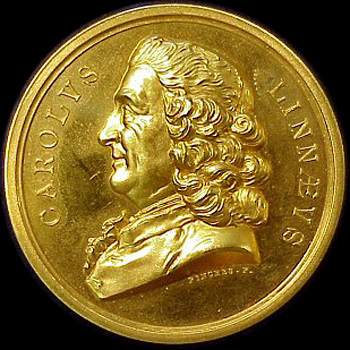
Die Linné-Medaille wird von der Linnean Society of London seit 1888 jährlich vergeben.

Nach dem Tod Linnés und dem Tod seines Sohnes Carl bot seine Frau Sara den gesamten Nachlass Joseph Banks für 3000 Guineen zum Kauf an. Dieser lehnte jedoch ab und überzeugte James Edward Smith, die Sammlung zu erwerben. Im Oktober 1784 kam Linnés Sammlung in London an und wurde in Chelsea öffentlich ausgestellt. Linnés Nachlass ist heute im Besitz der Londoner Linné-Gesellschaft, deren höchste Auszeichnung die jährlich vergebene Linné-Medaille ist.
Linné unterhielt bis zu seinem Tod einen umfangreichen Briefwechsel mit Partnern in der ganzen Welt. Davon stammten ungefähr 200 aus Schweden und 400 aus anderen Ländern. Über 5000 Briefe sind erhalten geblieben. Allein sein Briefwechsel mit Abraham Bäck, seinem engen Freund und Vertrauten, umfasst weit über 500 Briefe.
Wichtige botanische und zoologische Briefpartner waren Herman Boerhaave, Johannes Burman, Jan Frederik Gronovius und Adriaan van Royen in Holland, Joseph Banks, Mark Catesby, Peter Collinson, Philip Miller, James Petiver und Hans Sloane in England, Johann Reinhold Forster, Johann Gottlieb Gleditsch, Johann Georg Gmelin und Albrecht von Haller in Deutschland, Nikolaus Joseph von Jacquin in Österreich, sowie Antoine Nicolas Duchesne und Bernard de Jussieu in Frankreich.

### Kritiker

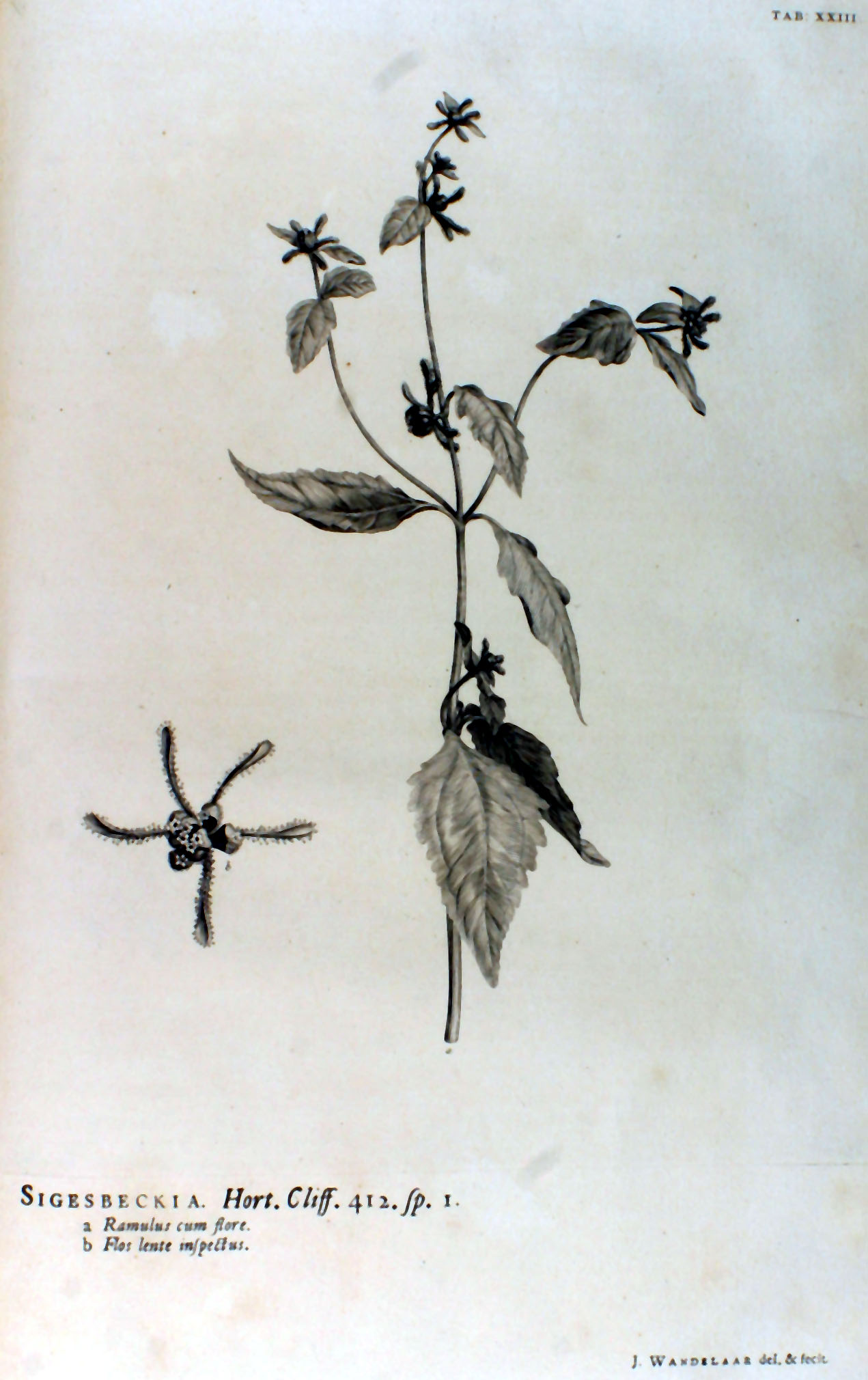
Im Hortus Cliffortianus benannte Linné die Gattung Sigesbeckia nach Johann Georg Siegesbeck, der wenig später zu einem seiner deutlichsten Kritiker wurde.
Die Zeichnung stammt von Jan Wandelaar.

Die von Linné schon 1729 als Student in Praeludia Sponsaliorum Plantarum verwendete Analogie von Pflanzen und Tieren hinsichtlich ihrer Sexualität provozierte etliche seiner Zeitgenossen zur Kritik.
Eine erste Kritik zu Linnés Sexualsystem der Pflanzen schrieb Johann Georg Siegesbeck 1737 in einer Anlage zu seiner Schrift Botanosophiae: „[Wenn] acht, neun, zehn, zwölf oder gar zwanzig und mehr Männer in demselben Bett mit einer Frau gefunden werden [oder wenn] dort, wo die Betten der wirklichen Verheirateten einen Kreis bilden, auch die Betten der Dirnen einen Kreis beschließen, so dass die von verheirateten Männern begattet werden […] Wer möchte glauben, dass von Gott solche verabscheuungswürdige Unzucht im Reiche der Pflanzen eingerichtet worden ist? Wer könnte solch unkeusches System der akademischen Jugend darlegen, ohne Anstoß zu erregen?“
Julien Offray de La Mettrie spottete in L’Homme Plante (1748, kurz danach Bestandteil von L’Homme Machine) über Linnés System, indem er darin die Menschheit anhand der von Linné eingeführten Begriffe klassifizierte. Die Menschheit bezeichnete er als Dioecia (d. h. männliche und weibliche Blüten auf verschiedenen Pflanzen). Männer gehören zur Ordnung Monandria (ein Staubblatt) und Frauen zur Ordnung Monogyna (ein Stempel). Die Kelchblätter interpretierte er als Kleidung, die Kronblätter als Gliedmaßen, die Nektarien als Brüste und so fort.
Selbst Johann Wolfgang von Goethe, der bekannte, „dass nach Shakespeare und Spinoza auf mich die größte Wirkung von Linné ausgegangen [ist], und zwar gerade durch den Widerstreit, zu welchem er mich aufforderte“, urteilte: „Wenn unschuldige Seelen, um durch eigenes Studium weiter zu kommen, botanische Lehrbücher in die Hand nehmen, können sie nicht verbergen, dass ihr sittliches Gefühl beleidigt sei; die ewigen Hochzeiten, die man nicht los wird, wobei die Monogamie, auf welche Sitte, Gesetz und Religion gegründet sind, ganz in vage Lüsternheit sich auflöst, bleibt dem reinen Menschensinn unerträglich.“

## Schriften

### Schriften (Auswahl)
Linné hat zahlreiche Bücher verfasst, von denen viele in mehreren Auflagen erschienen. Einige davon sind in digitalisierter Form bei verschiedenen Anbietern wie dem Gallica-Projekt der Französischen Nationalbibliothek, der Online Library of Biological Books, der Niedersächsischen Staats- und Universitätsbibliothek Göttingen, der Botanicus Digital Library und der Google Buchsuche im Volltext verfügbar. Zu den wichtigsten Werken Linnés zählen:
- Praeludia Sponsaliorum Plantarum. Uppsala 1729; Digitalisat
- Florula Lapponica. In: Acta literaria et scientiarum Sueciae, Anni M DCCC XXXII. Uppsala 1738, S. 46–58 (Digitalisat).
- Systema Naturae. Johan Wilhelm de Groot, Leiden 1735; Digitalisat
- Bibliotheca Botanica. Salomon Schouten, Amsterdam 1735; Digitalisat, Volltext
- Fundamenta Botanica. Salomon Schouten, Amsterdam 1735; Digitalisat
- Musa Cliffortiana. Leiden 1736; Digitalisat
- Flora Lapponica. Salomon Schouten, Amsterdam 1737; Digitalisat
- Genera Plantarum. Conrad Wishoff, Leiden 1737; Digitalisat der 2. Auflage
- Critica Botanica. Conrad Wishoff, Leiden 1737; digitalisierte Fassungen: Google-Bücher, ULB Düsseldorf
- Hortus Cliffortianus. Amsterdam 1738; Digitalisat
- Classes Plantarum. Conrad Wishoff, Leiden 1738; digitalisierte Fassungen: Gallica, ULB Düsseldorf
- Öländska och Gothländska Resa. Gottfried Kiesewetter: Stockholm und Uppsala 1745; Digitalisat
- Flora Suecica. Lars Salvius, Stockholm 1745; Digitalisat
- Fauna Suecica. Lars Salvius, Stockholm 1746; Digitalisat
- Västgöta Resa. Lars Salvius, Stockholm 1747; Digitalisat
- Flora Zeylanica. Lars Salvius, Stockholm 1747; digitalisierte Fassungen: Stueber, Bayerische Staatsbibliothek
- Hortus Upsaliensis. Lars Salvius, Stockholm 1748; Digitalisat
- Materia Medica. Lars Salvius, Stockholm 1749; Digitalisat
- Skånska Resa. Lars Salvius, Stockholm 1751; Digitalisat
- Philosophia Botanica. Gottfried Kiesewetter, Stockholm 1751; Digitalisat
- Species Plantarum. Lars Salvius, Stockholm 1753; Digitalisat
- Museum Tessinianum. Lars Salvius, Stockholm 1753; Digitalisat
- Museum S. R. M. Adolphi Friderici. Lars Salvius, Stockholm 1754; Digitalisat
- Systema Naturae. 10. Auflage, Lars Salvius, Stockholm 1758; Digitalisat
- Museum S. R. M. Ludovicae Ulricae. Lars Salvius, Stockholm 1764; Digitalisat
- Mantissa Plantarum. Lars Salvius, Stockholm 1767; digitalisierte Fassungen: Google-Books, Bayerische Staatsbibliothek
- Mantissa Plantarum Altera. Lars Salvius, Stockholm 1771; digitalisierte Fassungen: Gallica, Bayerische Staatsbibliothek

### Zeitschriftenartikel
Für folgende Zeitschriften hat Linné Artikel verfasst:
- Acta Societatis Regiae Scientiarum Upsaliensis
- Kongliga Svenska Vetenskaps Academiens Handlingar
- Memoires de l’Academie Royale des Sciences de Paris
- Nova Acta Regiae Societatis Scientiarum Upsaliensis
- Novi Commentarii Academiae Scientiarum Imperialis Petropolitanae
- Post- och Inrikes Tidningar

### Dissertationen
Unter dem Vorsitz von Linné sind von 1743 bis 1776 insgesamt 185 Dissertationen entstanden, die ihm häufig direkt zugeschrieben werden. Die Dissertationen seiner Doktoranden wurden im zehnbändigen Amoenitates Academicae (Stockholm bzw. Erlangen, 1751–1790) veröffentlicht.

### Biografien
- Wilfrid Blunt: The Compleat Naturalist: A Life of Linnaeus. 2001, ISBN 0-7112-1841-2.
- Cecilia Lucy Brightwell: A life of Linnaeus. London 1858.
- Florence Caddy: Through the fields with Linnaeus. 2 Bände, London 1887.
- Theodor Magnus Fries: Linné: Lefnadsteckning. 2 Bände, Stockholm 1903.
- Heinz Goerke: Linné. Arzt – Naturforscher – Systematiker. Stuttgart 1966.
- Edward Lee Greene: Carolus Linnaeus. Philadelphia 1912.
- Benjamin D. Jackson: Linnaeus. London 1923.
- Lisbet Koerner: Linnaeus: Nature and Nation. Harvard University Press, 1999, ISBN 0-674-00565-1.
- Richard Pulteney: A General View of the Writings of Linnaeus. London 1781 (online).
- Dietrich Heinrich Stöver: Leben des Ritters Carl von Linné. Hoffman, Hamburg 1792 (online).
  - Englische Ausgabe: The Life of Sir Charles Linnaeus. London 1794 (online).

### Bibliografien seiner Schriften
- Basil Harrington Soulsby: A catalogue of the works of Linnaeus (and publications more immediately thereto) preserved in the libraries of the British Museum (Bloomsbury) and the British Museum (Natural History – South Kensington). 2. Auflage, London 1933
- Johan Markus Hulth: Bibliographia linnaeana. Materiaux pour servir a une bibliographie linnéenne. Uppsala 1907.
- Felice Bryk: Bibliographia Linnaeana ad Species plantarum pertinens. In: Taxon. Band 2, Nr. 3, Mai 1953, S. 74–84 (dois:10.2307/1217345).
- Felice Bryk: Bibliographia Linnaeana ad Genera plantarum pertinens. In: Taxon. Band 3, Nr. 6, Sept. 1954, S. 174–183 (dois:10.2307/1215955).

### Briefwechsel
- Theodor Magnus Fries, Johan Markus Hulth (Herausgeber): Bref och skrifvelser af och till Carl von Linné. 8 Bände, Stockholm 1907–1922
- James Edward Smith (Herausgeber): A Selection of the Correspondence of Linnaeus. 2 Bände, London 1821
- Briefwechsel von Carl von Linné

### Zur Rezeption seines Werkes
- Albert Johan Boerman: Carolus Linnaeus. A Psychological Study. In: Taxon. Band 2, Nr. 7, Oktober 1953, S. 145–156 (doi:10.2307/1216487).
- Felix Bryk: Promiskuitat der Gattungen als artbildender Faktor. Zur zweihundertsten Wiederkehr des Erscheinungsjahres der fünften Auflage von Linnés Genera plantarum (1754). In: Taxon. Band 3, Nr. 6, September 1954, S. 165–173 (doi:10.2307/1215954).
- Carl Johan Clemedson: Semiotik und Krankheitsdiagnostik in den Vorlesungen Carl von Linné’s über sein Systema Morborum. In: Christa Habrich, Frank Marguth, Jörn Henning Wolf (Hrsg.) unter Mitarbeit von Renate Wittern: Medizinische Diagnostik in Geschichte und Gegenwart. Festschrift für Heinz Goerke zum sechzigsten Geburtstag. München 1978 (= Neue Münchner Beiträge zur Geschichte der Medizin und Naturwissenschaften: Medizinhistorische Reihe. Band 7/8), ISBN 3-87239-046-5, S. 255–268.
- John Lewis Heller: Linnaeus’s Hortus Cliffortianus. In: Taxon. Band 17, Nr. 6, Dezember 1968, S. 663–719 (doi:10.2307/1218012).
- John Lewis Heller: Linnaeus’s Bibliotheca Botanica. In: Taxon. Band 19, Nr. 3, Juni 1970, S. 363–411 (doi:10.2307/1219065).
- Otto E. A. Hjelt: Carl von Linné als Arzt und seine Bedeutung für die medicinische Wissenschaft. Ein Beitrag zur Geschichte der Medicin. Wilhelm Engelmann, Leipzig 1882 (online).
- James L. Larson: Linnaeus and the Natural Method. In: Isis. Band 58, Nr. 3, 1967, S. 304–320 (doi:10.1086/350265).
- James L. Larson: The Species Concept of Linnaeus. In: Isis. Band 59, Nr. 3, 1968, S. 291–299 (doi:10.1086/350398).
- E. G. Linsley, R. L. Usinger: Linnaeus and the Development of the International Code of Zoological Nomenclature. In: Systematic Zoology. Band 8, Nr. 1, März 1959, S. 39–47 (doi:10.2307/2411606).
- Karl Mägdefrau: Geschichte der Botanik. Gustav Fischer Verlag, Stuttgart 1992, ISBN 3-437-20489-0, S. 61–77.
- Staffan Müller-Wille: Genealogie, Naturgeschichte und Naturgesetz bei Linné und Buffon. In: Kilian Heck, Bernhard Jahn (Hrsg.): Genealogie als Denkform in Mittelalter und Früher Neuzeit (= Studien und Texte zur Sozialgeschichte der Literatur Band 80). Max Niemeyer, Berlin / New York 2000, ISBN 978-3484350809, S. 109–119.
- Staffan Müller-Wille, Karen Reeds: A translation of Carl Linnaeus’s introduction to Genera plantarum. In: Studies in History and Philosophy of Science, Part C: Studies in History and Philosophy of Biological and Biomedical Sciences. Band 38, Nr. 3, September 2007, S. 563–572 (doi:10.1016/j.shpsc.2007.06.003).
- Staffan Müller-Wille: Collection and collation: theory and practice of Linnaean botany. In: Studies in History and Philosophy of Science, Part C: Studies in History and Philosophy of Biological and Biomedical Sciences. Band 38, Nr. 3, September 2007, S. 541–562 (doi:10.1016/j.shpsc.2007.06.010).
- Sven-Erik Sandermann Olsen: Bibliographia Discipuli Linnaei: Bibliographies of the 331 Pupils of Linnaeus. Bibliotheca Linnaeana Danica, 1997, ISBN 87-986457-0-6.
- Peter Seidensticker: Pflanzennamen: Überlieferung, Forschungsprobleme, Studien. Franz Steiner Verlag, 1999, ISBN 3-515-07486-4.
- William Thomas Stearn: The Background of Linnaeus’s Contributions to the Nomenclature and Methods of Systematic Biology. In: Systematic Zoology. Band 8, Nr. 1, März 1959, S. 4–22 (doi:10.2307/2411603).

### Sonstiges
- Tagebuch der Reise durch Lappland Iter Lapponicum  
  - dt. Lappländische Reise. Aus den Schwedischen übersetzt von H. C. Artmann. Insel Verlag, Frankfurt am Main 1964
- Tagebuch der Reise durch Dalarna Iter Dalekarlicum
- Auslandstagebuch Iter ad exteros
- Carl Linné: Des Herrn Archiaters und Ritters von Linné Reisen durch einige schwedische Provinzen. Curt: Halle 1764 Band 1, Westgothland Band 2
- Nemesis Divina (auf Schwedisch vollständig ediert 1968; auf Deutsch 1983, von Wolf Lepenies, Lars Gustafsson, Ullstein: Frankfurt/M.)